# Johanneskirche (Liebenstein)

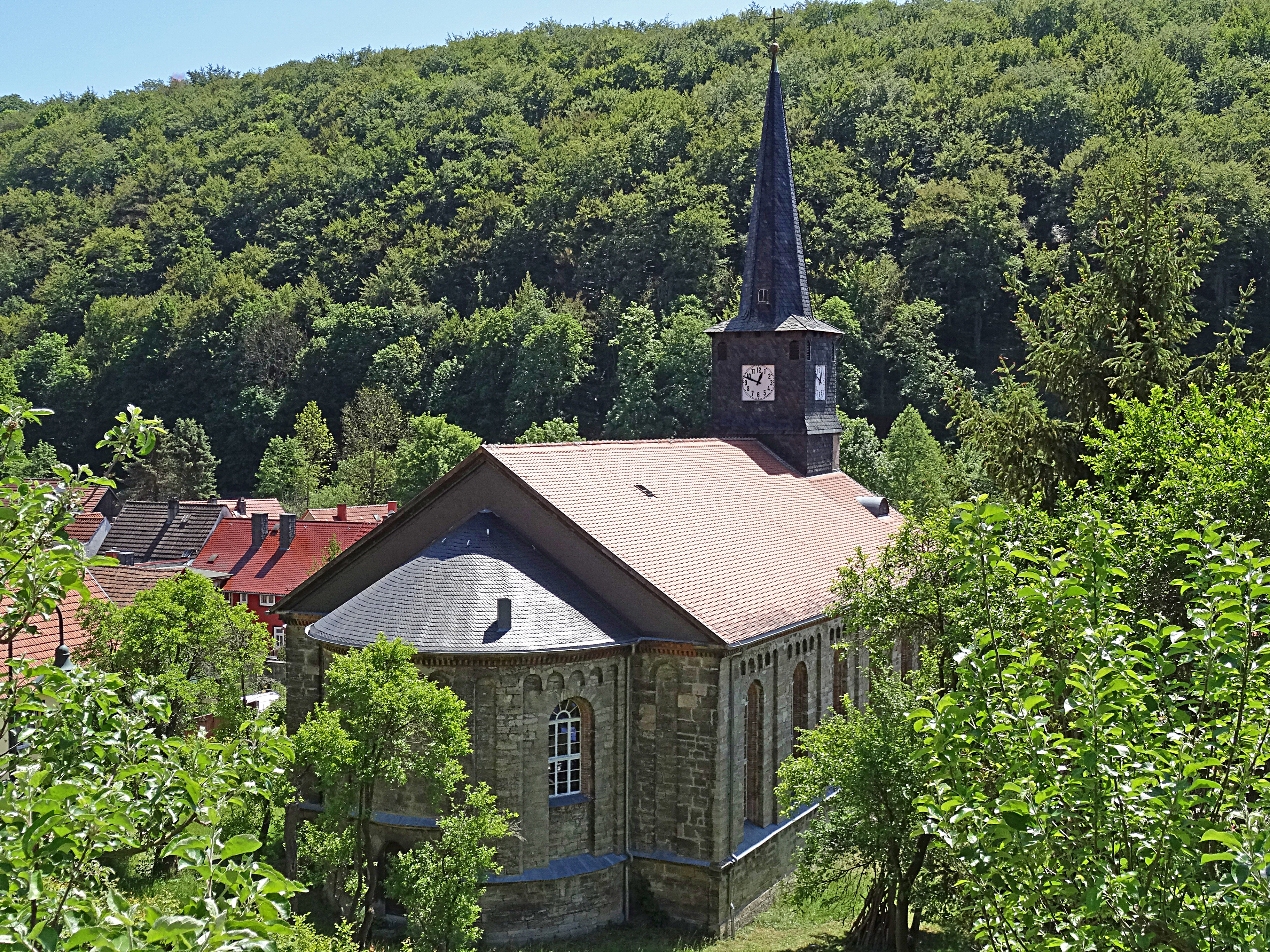
Johanneskirche

Die evangelisch-lutherische, denkmalgeschützte Johanneskirche steht in Liebenstein, einem Ortsteil der Landgemeinde Geratal im Ilm-Kreis in Thüringen. Sie gehört zum Pfarrbereich Gräfenroda-Geschwenda im Kirchenkreis Arnstadt-Ilmenau der Evangelischen Kirche in Mitteldeutschland.

## Beschreibung
Die Hallenkirche über 6 Joche wurde 1841 anstelle eines spätgotischen Vorgängerbaues gebaut. Der Kirchturm wurde im April 1945 durch US-Artillerie-Beschuss zerstört. 1961 wurde er neu aufgebaut. Die in neuromanischen Formen, wie Bogenfries und Zahnschnitt errichtete Kirche erstreckt sich von der Apsis in Nordwest bis zum Dachturm in Südost. Der Dachturm hat einen schiefergedeckten quadratischen Aufsatz mit der Turmuhr. Darauf erhebt sich ein oktogonaler spitzer Helm mit einer Turmkugel. An der Westseite des Turms über dem Portal befinden sich ein Rautenkranz – und ein Löwenwappen. Das Langhaus ist mit einem Satteldach bedeckt. Der Innenraum ist mit einer hölzernen Flachdecke überspannt. Durch oktogonale Pfeiler, zwischen denen sich Scheidbögen spannen, wird das Langhaus in drei Kirchenschiff geteilt. Emporen befinden sich an drei Seiten. Der einfache Kanzelaltar bildet zugleich die Trennwand zur Sakristei. Die Orgel mit 27 Registern, verteilt auf 2 Manuale und Pedal, wurde 1842 von Ludwig Ratzmann gebaut und 1993 von Hey Orgelbau restauriert.
1961/62 wurden der Aufsatz des Turms und der Innenraum instand gesetzt.